# 圣卡特琳
圣卡特琳（法語：Sainte-Catherine，法語發音：[sɛ̃t katʁin] ⓘ），亦称圣卡特琳莱萨拉斯（Sainte-Catherine-lès-Arras，[sɛ̃t katʁin lez‿aʁas]，意为“阿拉斯附近的圣卡特琳”），是法国上法兰西大区加来海峡省的一个市镇，属于阿拉斯区。

## 地理
圣卡特琳（50°18'26"N, 2°45'47"E）面积4.4 平方千米，位于法国上法蘭西大區加来海峡省，该省份为法国北部沿海省份，西北濒北海，南至索姆省，东临北部省。
与圣卡特琳接壤的市镇（或旧市镇、城区）包括：埃屈里、昂赞-圣欧班、阿拉斯、讷维尔圣瓦、罗克兰库尔、圣尼古拉。
圣卡特琳的时区为UTC+01:00、UTC+02:00（夏令时）。

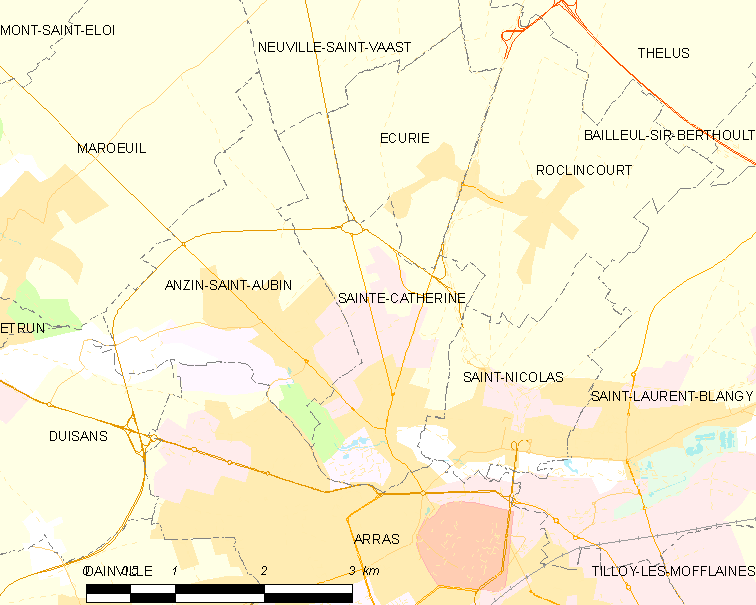
圣卡特琳的OSM定位图

## 行政
圣卡特琳的邮政编码为62223，INSEE市镇编码为62744。

## 政治
圣卡特琳所属的省级选区为阿拉斯第一县。

## 人口

1962-2008年间圣卡特琳人口变化图示

圣卡特琳于2022年1月1日时的人口数量为3533人。